# Danh sách cuộc viếng thăm Việt Nam của thủ tướng Ấn Độ

Quốc huy Ấn Độ

Thủ tướng Ấn Độ thăm Việt Nam là các chuyến thăm của các Thủ tướng Ấn Độ đến Việt Nam vào những thời điểm, hoàn cảnh khác nhau và những chuyến đi đó cũng có những mục đích, tác động khác nhau đến quan hệ hai nước. Tính đến tháng 12 năm 2017, đã có 6 vị thủ tướng Ấn Độ với 7 lần viếng thăm Việt Nam.

## Tổng quan
| STT | Thủ tướng                               | Hình ảnh | Thời gian                     | Điểm đến | Ghi chú       |
| --- | --------------------------------------- | -------- | ----------------------------- | -------- | ------------- |
| 1   | Jawaharlal Nehru (Thủ tướng đầu tiên)   |          | Ngày 17 tháng 10 năm 1954     | Hà Nội   |               |
| 2   | Rajiv Gandhi (Thủ tướng thứ 6)          |          | Năm 1985                      | Hà Nội   |               |
| 3   | Rajiv Gandhi (Thủ tướng thứ 6)          | Năm 1988 | Hà Nội                        |          |               |
| 4   | P. V. Narasimha Rao (Thủ tướng thứ 9)   |          | Năm 1994                      | Hà Nội   |               |
| 5   | Atal Bihari Vajpayee (Thủ tướng thứ 10) |          | Tháng 1 năm 2001              | Hà Nội   |               |
| 6   | Manmohan Singh (Thủ tướng thứ 13)       |          | Ngày 30 tháng 10 năm 2010     | Hà Nội   | Tham dự EAS 5 |
| 7   | Narendra Modi (Thủ tướng thứ 14)        |          | Ngày 2 đến 3 tháng 9 năm 2016 | Hà Nội   |               |

## Chi tiết

### Jawaharlal Nehru
Ngày 17 tháng 10 năm 1954, chỉ một tuần sau ngày sự kiện Tiếp quản Thủ đô Hà Nội của Việt Nam Dân Chủ Cộng Hòa từ Pháp, Thủ tướng Ấn Độ Jawaharlal Nehru - Nguyên thủ đứng đầu chính phủ nước ngoài đầu tiên đã đến thăm chính thức Việt Nam. Chuyến thăm của Thủ tướng J.Nehru đã góp phần củng cố, thắt chặt thêm tinh thần hữu nghị, đoàn kết và đặt nền móng vững chắc cho Quan hệ Ấn Độ – Việt Nam lúc bấy giờ.
Đoàn của Thủ tướng Nehru đáp xuống sân bay Gia Lâm. Sau đó, Chủ tịch Hồ Chí Minh đã tiếp thân mật với Thủ tướng Jawaharlal Nehru tại Phủ Chủ tịch. Kết thúc chuyến thăm, thủ tướng lên máy bay rời Việt Nam từ sân bay Gia Lâm với sự có mặt thủ tướng Phạm Văn Đồng đến chào từ biệt tại sân bay.

### Rajiv Gandhi
Thủ tướng Ấn Độ Rajiv Gandhi có hai chuyến thăm diễn ra chỉ trong vòng 3 năm (1985 - 1988). Đây cũng là thời gian mà tình hình ở Ấn Độ rất phức tạp, khó khăn, đòi hỏi người đứng đầu Chính phủ Ấn Độ phải quan tâm giải quyết, nhưng Thủ tướng Rajiv Gandhi đã tới thăm Việt Nam hai lần trong khoảng thời gian ngắn. Cả hai chuyến thăm của Thủ tướng Rajiv Gandhi đến nước ta khi Việt Nam đang trong những năm tháng khó khăn gay gắt do cuộc khủng hoảng kinh tế - xã hội và sự bao vây cấm vận của Hoa Kỳ.
- Chuyến thăm năm 1988:

Chuyến thăm thứ hai được tiến hành ngay sau sự kiện Hải chiến Gạc Ma-Cô Lin-Len Đao (14-3-1988). Vào tháng 4 - 1988, Thủ tướng Rajiv Gandhi đến thăm Việt Nam.
| “                                                                        | Ấn Độ đã ủng hộ Việt Nam trong cuộc đấu tranh giành độc lập, tự do, chúng tôi sẵn sàng ủng hộ các bạn trong các nỗ lực phát triển kinh tế và sẽ luôn luôn đứng về phía Việt Nam trong bất cứ hoàn cảnh nào, Ấn Độ sẵn sàng giúp đỡ Việt Nam theo yêu cầu. | ” |
| — Rajiv Gandhi, Diễn văn đáp từ lãnh đạo Việt Nam trong chuyến thăm 1988 | |   |

### Narendra Modi
Tối ngày 2 tháng 9 năm 2016, Thủ tướng Ấn Độ Narendra Modi đã có mặt tại sân bay Nội Bài (Hà Nội). Đây là chuyến thăm đầu tiên của một Thủ tướng Ấn Độ đến Việt Nam sau 15 năm.
Sáng 3 tháng 9 năm 2016, hoạt động đầu tiên của Thủ tướng Narendra Modi là đến đặt vòng hoa tại Đài tưởng niệm các anh hùng liệt sĩ, viếng Lăng Chủ tịch Hồ Chí Minh. Sau lễ đón chính thức tại Phủ Chủ tịch, Thủ tướng Ấn Độ sẽ tham quan nhà sàn Bác Hồ tại khu di tích Phủ Chủ tịch. Thủ tướng Ấn Độ sau đó có cuộc hội đàm với người đồng cấp Việt Nam, Thủ tướng Nguyễn Xuân Phúc tại Văn phòng Chính phủ. Hai nhà lãnh đạo sau đó đã chứng kiến lễ ký kết một số văn kiện hợp tác và gặp gỡ báo chí.
| “               | Chúng tôi muốn tăng cường hợp tác kinh tế với Việt Nam để người dân hai nước được hưởng lợi. | ” |
| — Narendra Modi |                                                                                              |   |

Trưa 3 tháng 9 năm 2016, diễn ra tiệc chiêu đãi chính thức. Sau đó, Thủ tướng Ấn Độ đến thăm Chùa Quán Sứ theo lời mời của Giáo hội Phật giáo Việt Nam.
Chiều 3 tháng 9 năm 2016, Thủ tướng Ấn Độ Narendra Modi hội kiến Chủ tịch Quốc hội Nguyễn Thị Kim Ngân tại Tòa nhà Quốc hội, chào xã giao Chủ tịch nước Trần Đại Quang tại Phủ Chủ tịch, cũng như chào xã giao Tổng bí thư Nguyễn Phú Trọng tại Văn phòng Trung ương Đảng Cộng sản Việt Nam.
Chiều tối 3 tháng 9 năm 2016, Thủ tướng Ấn Độ rời Hà Nội lên đường đến Trung Quốc tham dự Hội nghị thượng đỉnh G20 2016 tại Hàng Châu.
- Thành tựu:

1. Đối tác chiến lược toàn diện: Việt Nam và Ấn Độ đã nhất trí nâng cấp quan hệ lên Đối tác chiến lược toàn diện.[9]
2. Hiệp định đóng tàu tuần tra: hợp đồng đóng tàu thể hiện bước tiến cụ thể trong quan hệ quốc phòng giữa Việt Nam và Ấn Độ. Bộ đội Biên phòng Việt Nam và công ty Larsen & Toubro Ấn Độ đã ký hợp đồng thiết kế, thi công, đóng mới tàu tại Ấn Độ, bàn giao tại Việt Nam. Ấn Độ cũng sẽ cung cấp vật tư, trang thiết bị, chuyển giao công nghệ đóng mới tại Việt Nam. Ngoài ra, hai bên cũng ký thỏa thuận về việc Ấn Độ đóng 4 tàu tuần tra cao tốc cho lực lượng Cảnh sát biển Việt Nam.[10]
3. Công bố khoản tín dụng mới 500 triệu USD: công bố khoản tín dụng mới trị giá 500 triệu USD để tăng cường hợp tác quốc phòng giữa hai bên.[11]